# بيليروفونتيدا
البيليروفتيدا هو رتبة تصنيفية من الرخويات البحرية المنقرضة التي تم العثور عليها في السجل الأحفوري من العصر الكامبري السفلي إلى العصر الترياسي السفلي . يعتبرها بعض الخبراء من القواقع البحرية البدائية ذات الأصداف الملتفة بشكل متناظر في المقام الأول، والرخويات بطني الأقدام البحرية .
اعترف آر سي مور  وجي. بروكس نايت وآخرون في عام 1960  بأن بطنيات الأقدام حقيقية، ووضعوها على أنها رتبة بيلليروفونتينا الفرعية في صنف فرعي من البيليروفونتات ، رتبة أركيوجاستروبودا . أعرب بعض العاملين الأحدث في هذا المجال عن عدم يقينهم بشأن الوضع التصنيفي لهذه المجموعة.

## مورفولوجية القشرة
تكون أصداف البيليروفونتيدات في أغلب الأحيان متناحية الخواص (ملفوفة بشكل متناظر)، ونادرًا ما تكون غير متماثلة قليلاً. معظمها تكون ملفوفة بشكل وثيق مع بعضها العام الملتف بشكل أكثر انفتاحًا، وهو Cyrtiform؛ في الغالب مع شق متوسط في الشفة العليا للفتحة، أو مع سلسلة من الفتحات المعروفة باسم تريماتا، وعادة ما تولد سيلينيزون الذي ربما كان يعمل على الزفير. جدار الصدفة ذو سماكة متغيرة ولم يتم العثور على أي دليل على وجود صدف أو غطاء غشائي . لا يوجد شيء معروف عن تشريح الأجزاء الرخوة للمجموعة، على الرغم من أنه تم استنتاج زوج بسيط من العضلات الضامة من ندوب العضلات. يشير التماثل الخواصي أيضًا إلى نفريديا وكتينيديا مقترنة ومتساوية (الكلى والخياشيم).

## التصنيف
وفقًا لنايت وآخرين ،  تضم فصيلة بيلليروفونتينا، كما كان يُنظر إليها آنذاك، عائلتين كبيرتين، الهيلسيونيلاسيا ، والبيلروفونيتاسيا . تعتبر Helcionellacea هي الأكثر بدائية، مع أصداف أكثر شبهًا بالغطاء، وتقتصر على العصر الكمبري. تم تضمين عائلتين صغيرتين، Helcionellidae و Coreospiridae . تعتبر Bellerophontacea، التي تتراوح من العصر الكمبري العلوي إلى العصر الترياسي السفلي، أكثر تطورًا وأكثر تنوعًا؛ يحتوي هذا التصنيف على ثلاث فصائل، Cyrtolitidae ، وSinuitidae ، و Bellerophontidae ، إلى جانب الفصائل الفرعية والقبائل.
قام Ponder &amp; Lindberg (1997) بتضمين Bellerophontida، مثل Bellerophontinaka، مع Mimophserina، في فئة Gastropoda، incertæ sedis ، باستثناء Eogastropoda ، أو Prosobranchia . أعرب Bouchet &amp; Rocroi (2005) عن قدر أكبر من عدم اليقين، حيث وضعوا Bellerophonts، مثل Bellerophontoidea في الرخويات التي تعود إلى حقب الحياة القديمة ذات الأصداف الملتفة بشكل متساوي المنشأ ذات الوضع غير المؤكد (بطنيات الأرجل أو Monoplacophora).